# モンツキベラ
モンツキベラ (B. dictynna) は、タキベラ属に属す海水魚である。尾鰭付け根、腹鰭と臀鰭に黒色斑がある。

## 分布
日本国内では、千葉県館山湾、高知県柏島、八丈島、屋久島、琉球列島に分布する。
国外では、済州島、台湾、東沙諸島、南沙諸島、ベトナム、アンダマン海、オーストラリア北西岸、西太平洋、サモア諸島、マーシャル諸島。

## 形態
全長は20センチメートル程度。
雌雄の色彩の差異はほとんどない。尾鰭付け根に黒点があり、腹鰭と臀鰭に黒色斑がある。体側後方背部には黒点が並ぶ。体側背部に白斑が複数ある。幼魚はアカホシキツネベラに似るが、腹鰭、臀鰭、第1背鰭前方及び第2背鰭に黒色斑があり、体側に白い斑点が散在する。

## 生態
成魚は水深10-20メートル前後の岩礁やサンゴ礁の根の側面陰、垂直を超えて傾斜しているような岩壁の暗がりで単独で見られる。八丈島の例では、大きさが3センチメートル以下の小さな幼魚はウミウチワなどの刺胞動物や腔腸動物に寄り添っていることが多く、多いときは十数匹が一枚のウミウチワの傍で見られる。幼魚の生息水深は成魚よりやや深い。

## ギャラリー

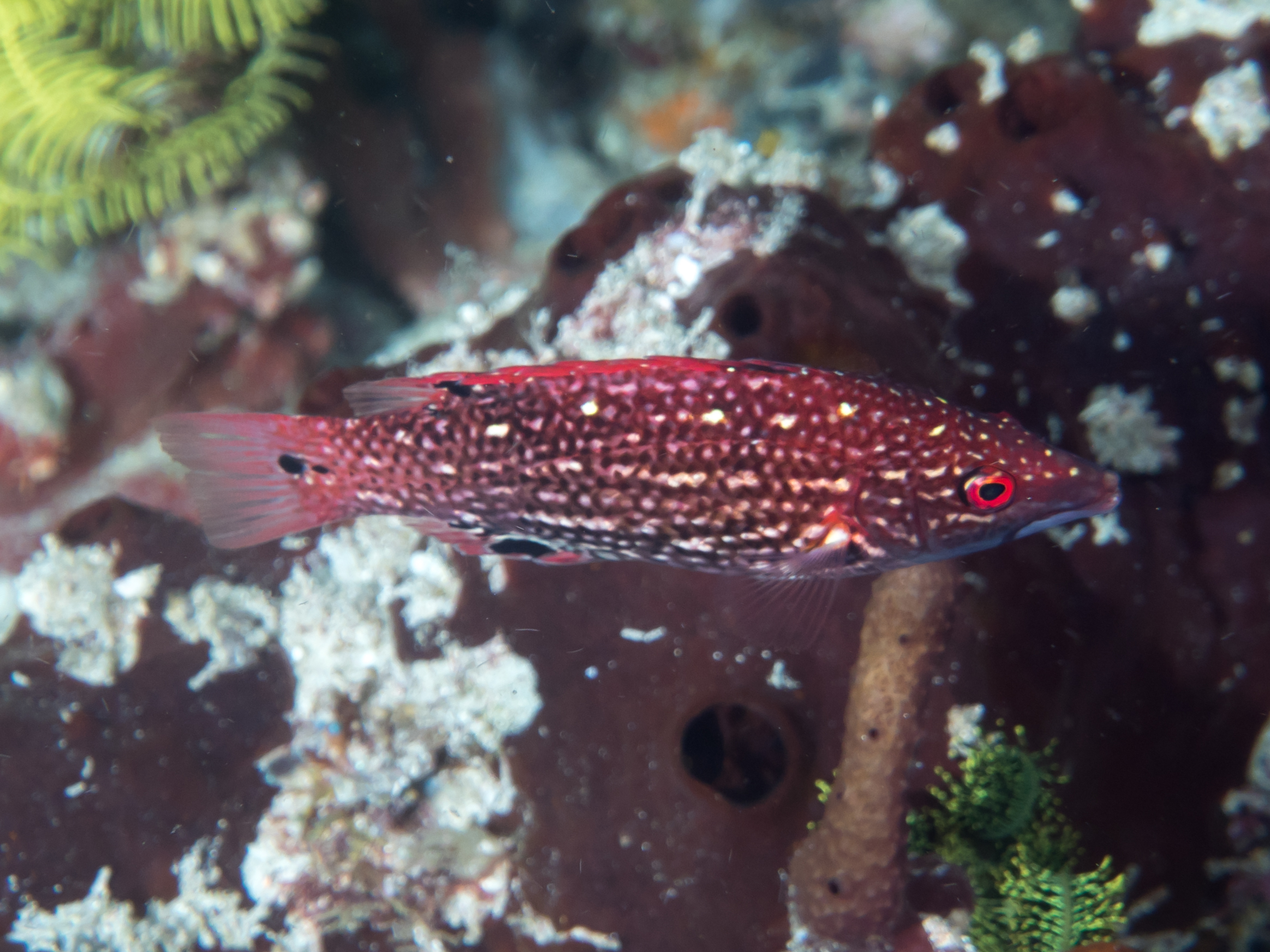
幼魚。
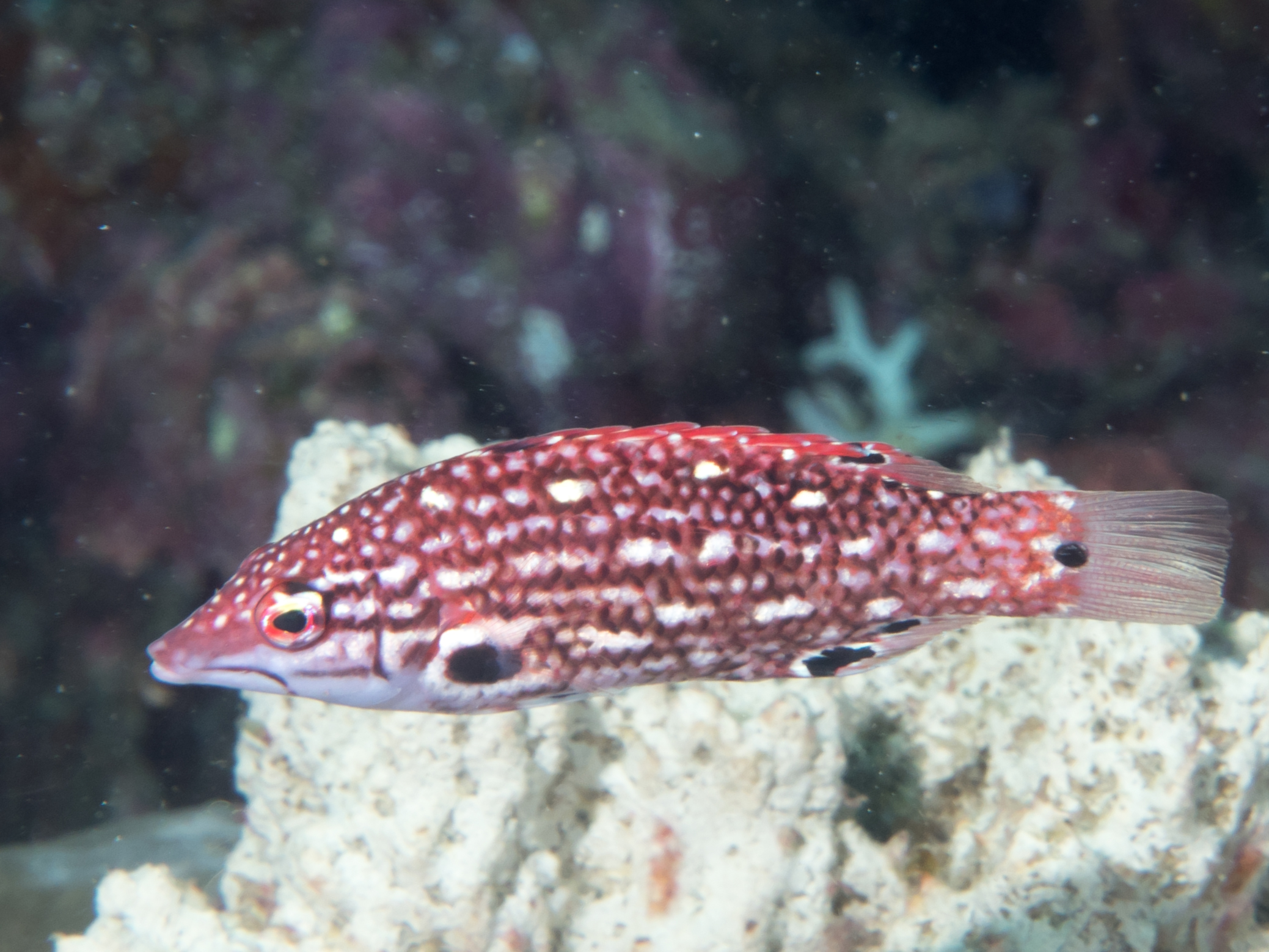
幼魚。
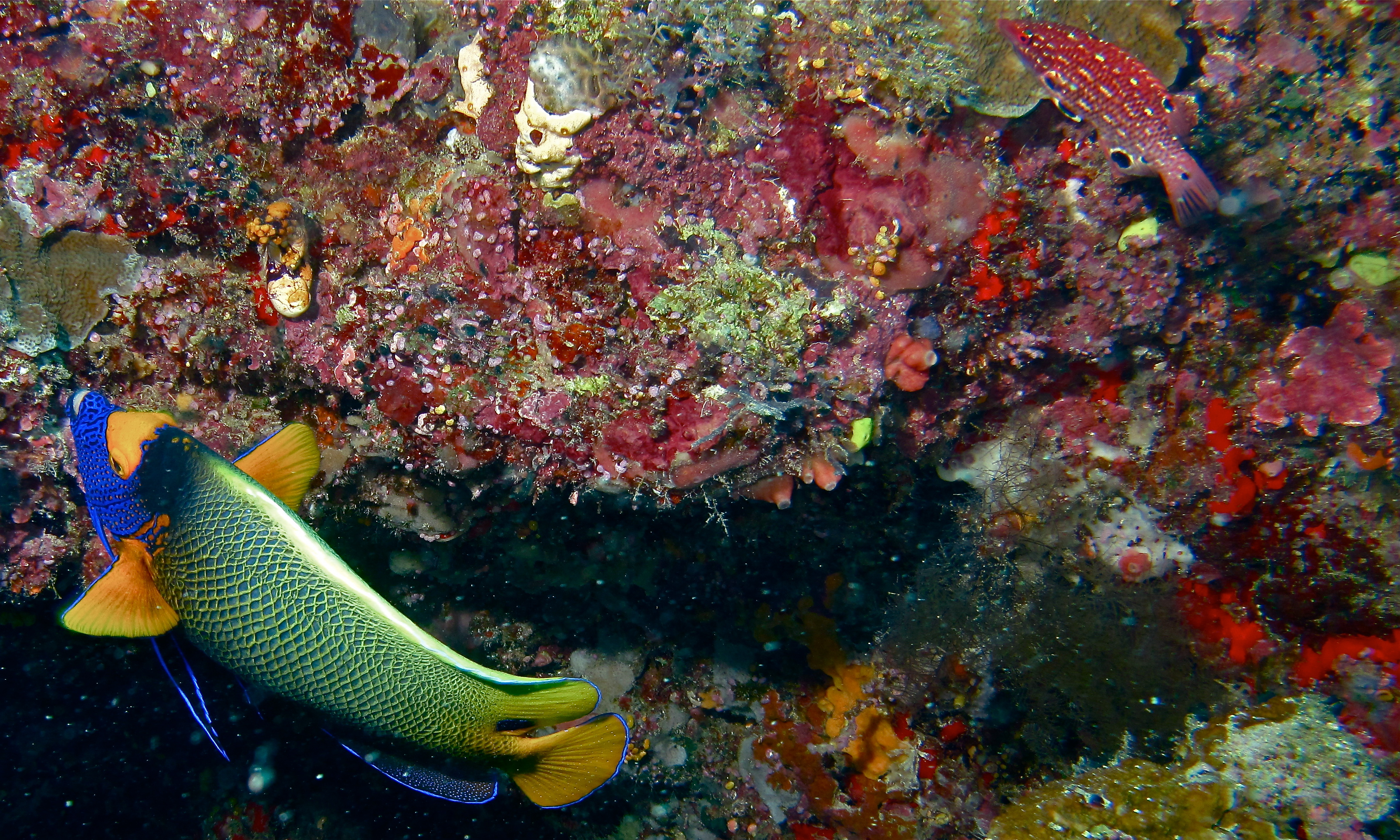
右上個体が本種の幼魚。左下個体はアデヤッコ。
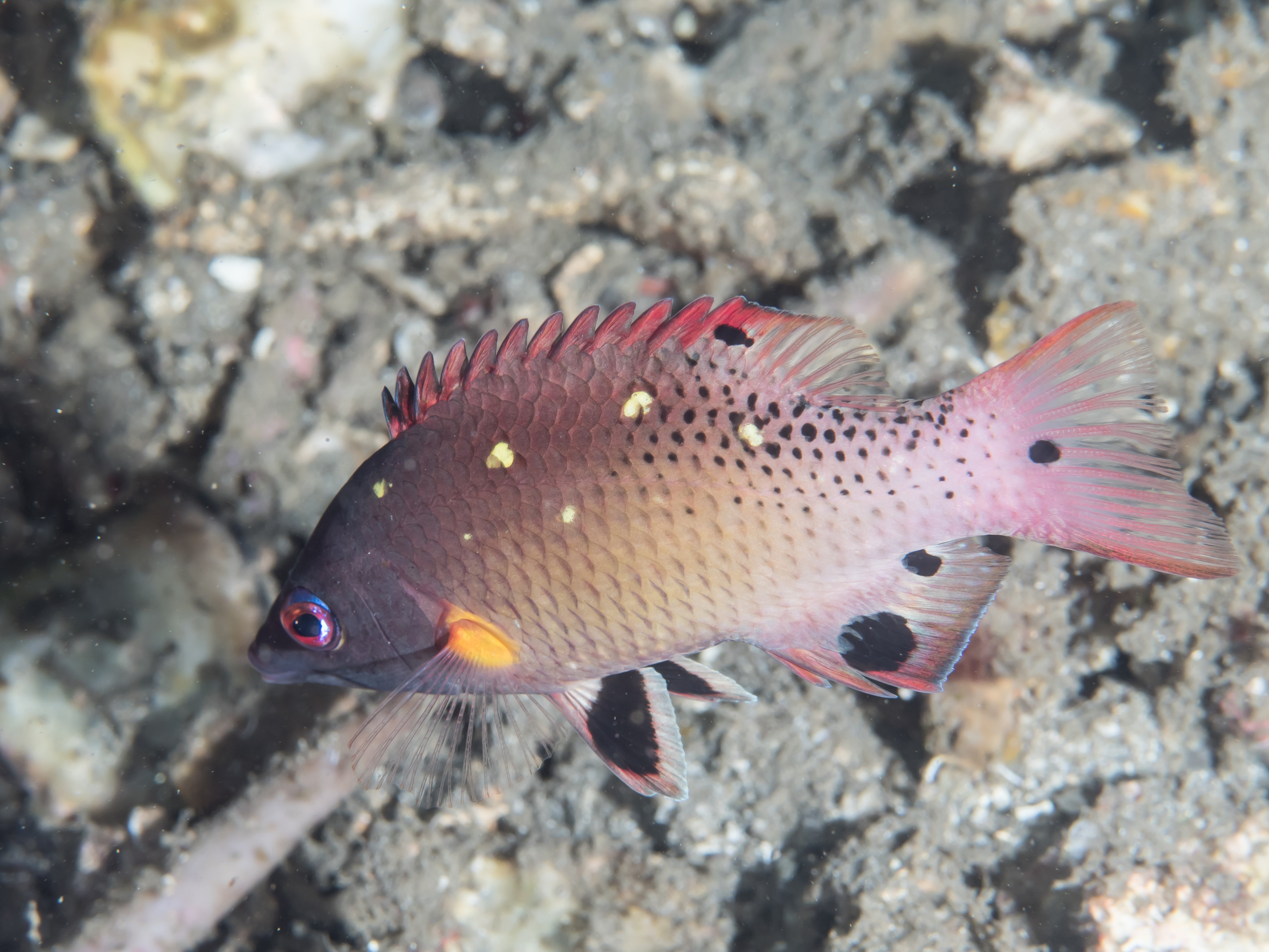
若魚。
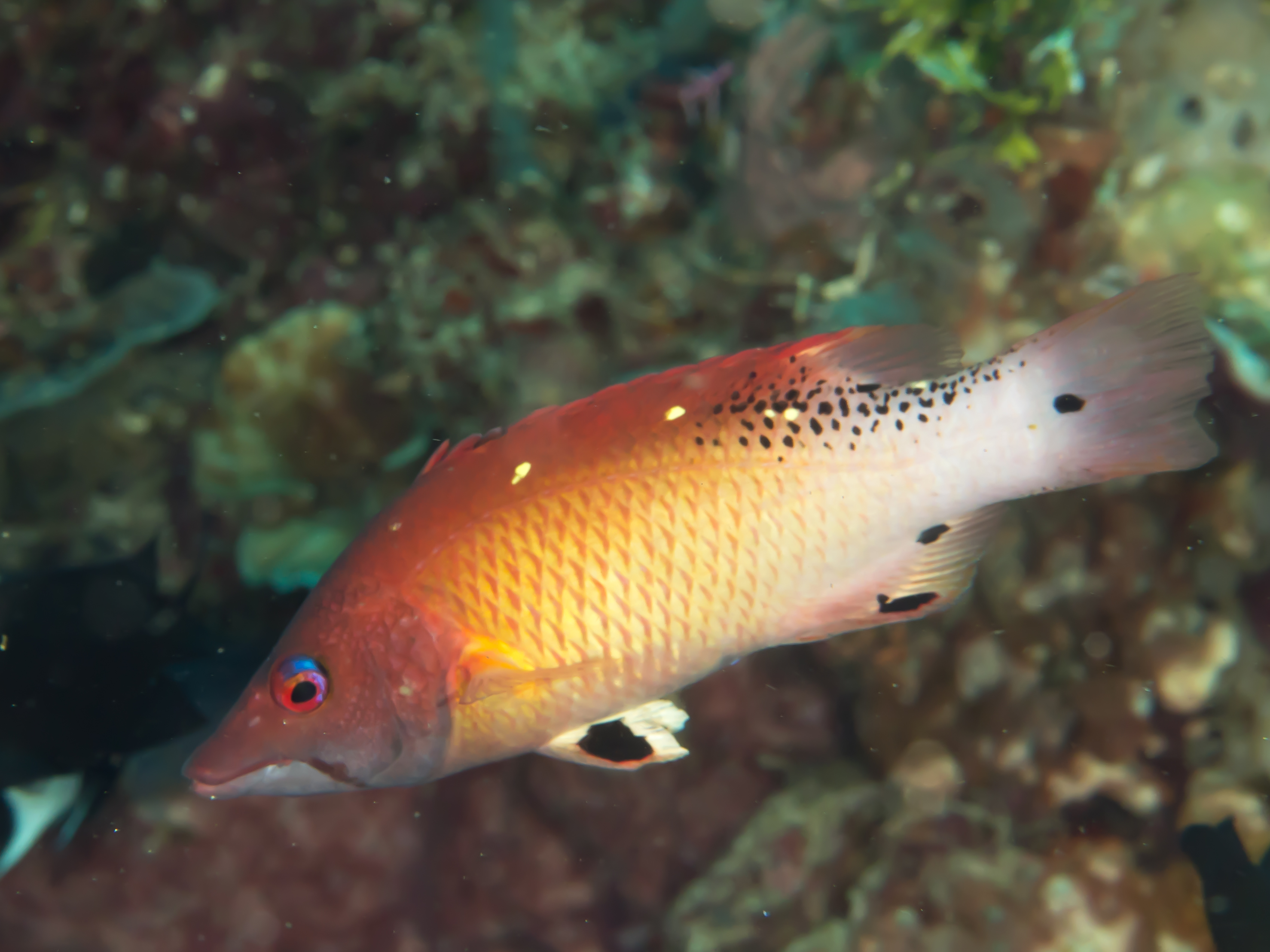
成魚。
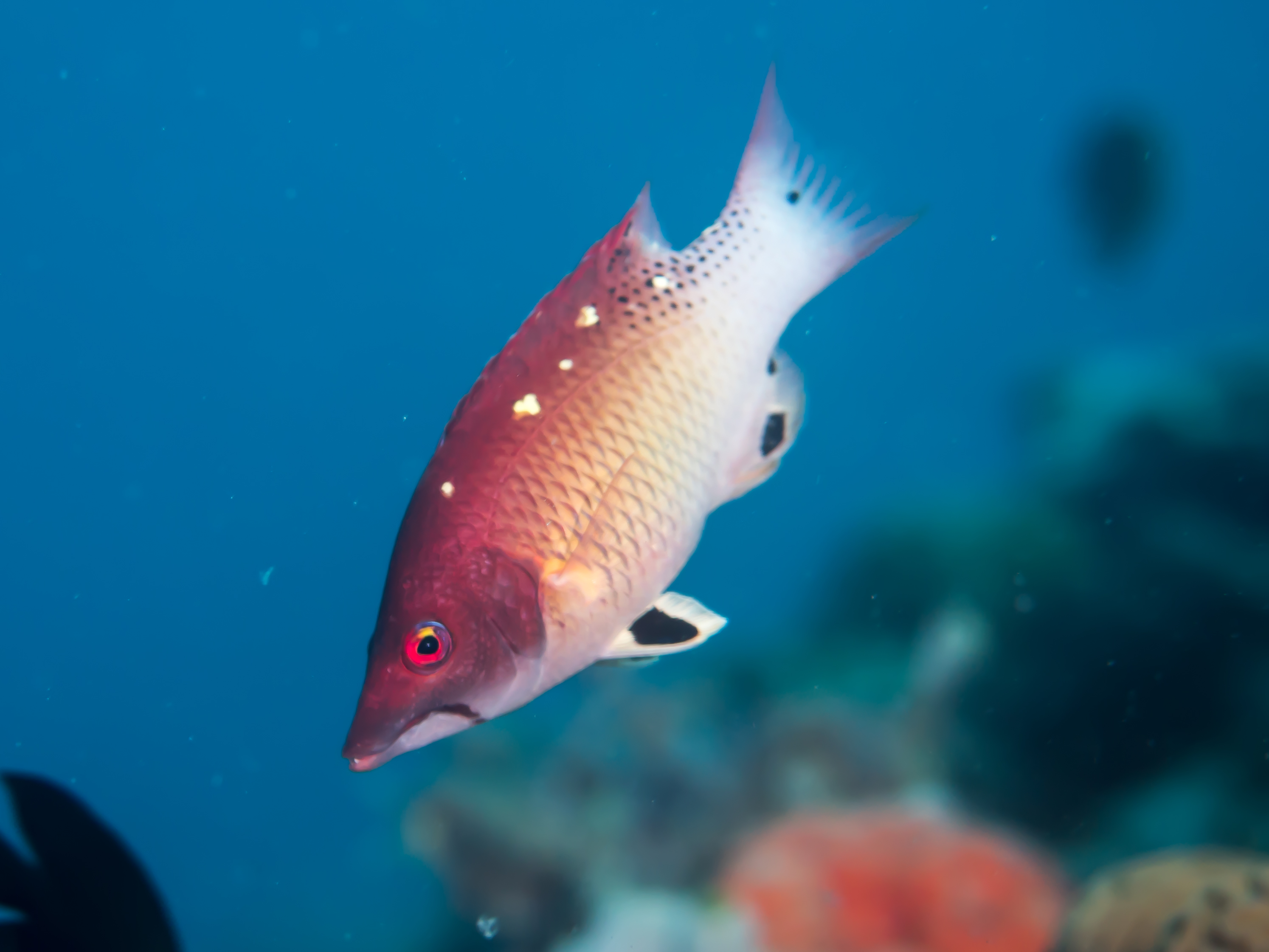
成魚。
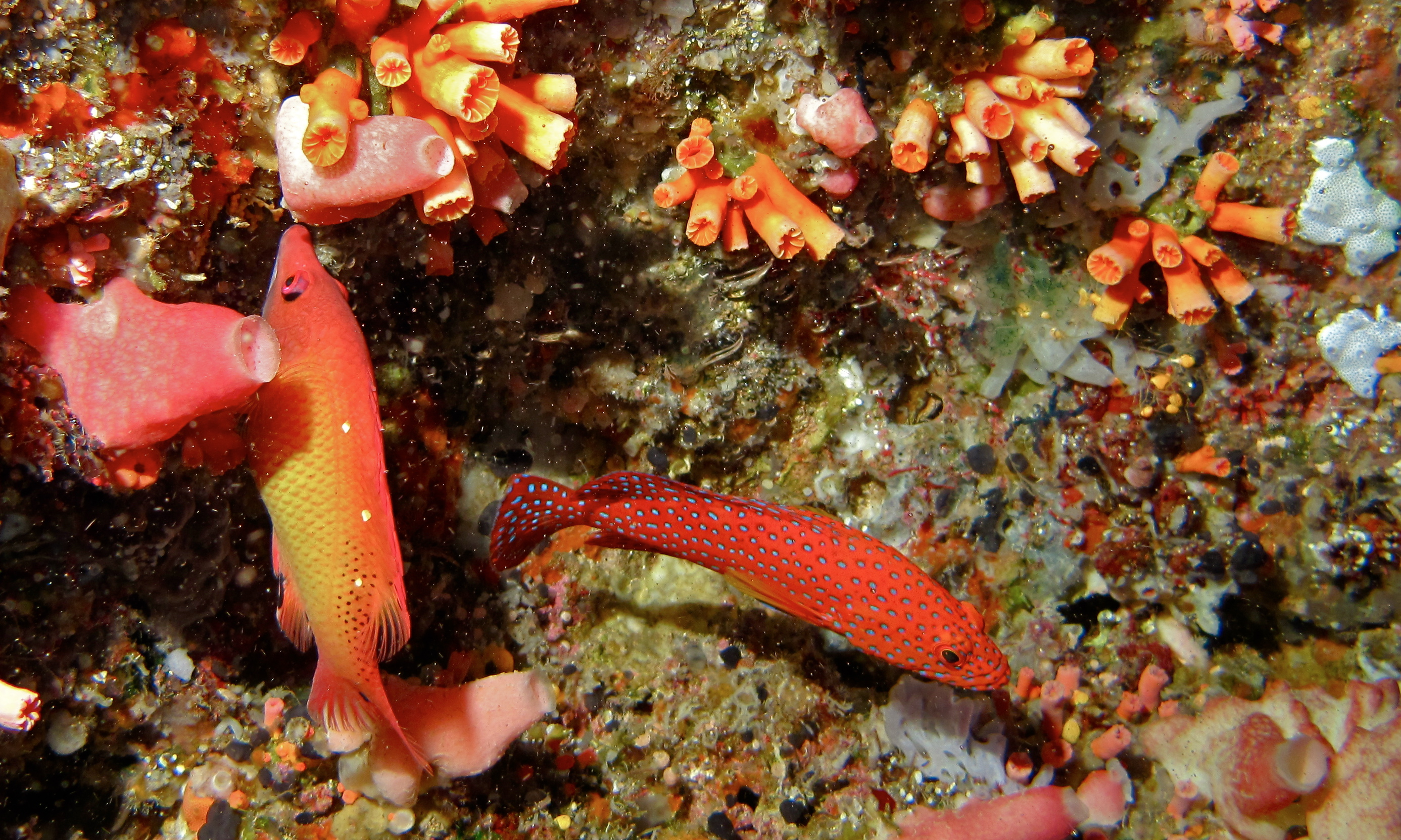
右個体が本種の成魚。左個体はユカタハタ。